# British Psychoanalytical Society
La British Psychoanalytical Society es una asociación dedicada a la formación y al desarrollo de la psicoanálisis. Fundada en 1919 por el neurólogo y psicoanalista Ernest Jones, futuro presidente de la Asociación Psicoanalítica Internacional (de 1922 a 1925 y de 1934 a 1951) y biógrafo oficial de Sigmund Freud, es una organización constituyente de la Asociación Psicoanalítica Internacional.

## Historia
Fue constituida tras la disolución de la London Psychoanalytical Society, fundada en 1913, por considerar Jones que había sido infiltrada por los seguidores de Carl Jung.